# Tsimlyansky (huyện)
Huyện Tsimlyansky (tiếng Nga: ? райо́н) là một huyện hành chính tự quản (raion), của Tỉnh Rostov, Nga. Huyện có diện tích 2733 kilômét vuông, dân số thời điểm ngày 1 tháng 1 năm 2000 là 36200 người. Trung tâm của huyện đóng ở Tsimlyansk.